# 埼玉県立川口東高等学校
埼玉県立川口東高等学校（さいたまけんりつ かわぐちひがしこうとうがっこう）は、埼玉県川口市長蔵三丁目にある全日制普通科、男女共学の公立高等学校。

## 概要
3学期制、50分×6時間授業（月曜日のみ7時間授業）。
1・2年次は共通科目を履修し、3年次に文系・理系・総合系の3つに分かれる。
2003年から朝の10分間読書（アサヨミ）を実施しており、8時40分から全校一斉で10分間の朝読書を行っている。自ら学ぶ力を養うため、毎朝ホームルーム前に、好きな本を生徒全員が読む。

## 沿革
- 1978年（昭和53年） - 埼玉県立川口東高等学校開校
- 2002年1月23日 - 川口市立戸塚綾瀬小学校と第1回交流会を開催

## 教育目標
憲法・教育基本法にのっとり、生徒一人ひとりの素質を啓発し錬磨することにより、真理と正義を希求し、自主的精神に充ちた心身ともに健康で、しかも自他の敬愛と協力によって明日の国家・社会の発展に熱意をもって貢献することのできる人間を育成する。

## 学校行事
球技大会、体育祭、文化祭、マラソン大会、修学旅行、芸術鑑賞会などがある。
マラソン大会は、戸田市にある彩湖で行われ、1周4.5kmを男子は3周（13.5km）、女子は2周（9km）を走る。

## クラブ
特にハンドボール部が強豪。
バレーボール部は現在女子のみである。軟式野球部はあるが、硬式野球部は存在しない。また、校内にプール施設がないため、水泳部もない。
運動部
- 陸上競技部
- バスケットボール部（男子・女子）
- バレーボール部（女子）
- ハンドボール部(男子・女子）
- テニス部（男子・女子）
- 卓球部
- 柔道部
- 剣道部
- 弓道部
- サッカー部
- バドミントン部
- 軟式野球部
- 山岳同好会

文化部
- 吹奏楽部
- 書道部
- 茶道部
- 美術部
- 写真部
- 演劇部
- 科学・生物部
- 料理研究部
- ボランティア部
- 英会話同好会
- 新聞部

## 著名な卒業生
- 石井僚（サッカー選手）
- 神田鯉栄（講談師）
- 高橋はな (サッカー選手)
- 遠藤優 (サッカー選手)
- 福田史織（サッカー選手）

## 交通
- 埼玉高速鉄道戸塚安行駅より徒歩10分
- 国際興業バス東川口駅南口より

東川84　西川04　東川口駅南口～'長蔵二丁目～戸塚安行駅～鳩ヶ谷車庫(赤山)・西川口駅東口（前者が東川84‐2、後者が西川04）で長蔵二丁目下車徒歩約5分
東川01　東川口駅南口～戸塚グランド～川口東高校入口～戸塚鋏～川口環境センターで川口東高校入口下車徒歩約10分